# Тілесний інтелект
Тілесний  інтелект (ТІ; англ. body intelligence, BQ) — це сукупність знань про тіло та його природу, тілесні навички та здібності людини, вміння усвідомлено керувати своїм тілом для якісного тілесного буття, використовуючи когнітивні механізми.

## Загальна характеристика
Тілесний інтелект є інтегральною характеристикою, що свідчить  про форми зв'язку суб'єкта з  самим собою та зовнішнім світом. Поняття тілесного інтелекту ще не дуже поширене  в науці.  Але воно знаходитися в тісному взаємозв'язку з такими поняттями як «тіло людини», «тілесність», «образ тіла», «тілесне Я», «тілесна усвідомленість», що описують різні    соматичні  і психосоматичні аспекти особистості, рівень їхньої усвідомленості та розвиненості у людини.
Перше тлумачення «тілесного Я» в психічній  структурі  пов'язано з ім'ям американського філософа і психолога В. Джеймса.  Початок системного аналізу тілесності   був закладений в роботах представників психоаналітичної школи 3. Фрейда,  зокрема, учнем Фрейда В.Райхом,  а також тілесно-орієнтованими психотерапевтами: О. Лоуеном,  Ф. Александером, М. Фелденкрайзом.
Тілесність і тілесна компетентність стали предметом дослідження в працях   Г. Гарднера, Ю. Джендліна, С. Фішера, Т. Ханни, В. Нікітіна,  Т. С. Леві,  М. Сандомірського,  Н.Медведєвої, Т.Хомуленко, О. Гомілко.
Властивості, які відносяться до  тілесного інтелекту, опосередковано  інтегровані в поняттях «сенсомоторного»  інтелекту Ж. Піаже, «біологічного» інтелекту Р. Айзенка, «тілесно-кінестетичного» інтелекту  Г. Гарднера, «теорії тріумвірату інтелекту» Р. Стернберга,  «кристалізованого» інтеллекту Р. Кэттела,  «теорії навиків» К.Фішера,  в результатах когнітивних досліджень А. Стаатса і функціонально-рівневому підході в теорії інтелекту Б. Ананьєва, у підході до  інтелекту як форми організації ментального  досвіду М. Холодної.

## Тілесно-кінестетичний інтелект в структурі множинного інтелекту Г. Гарднера
Говард Гарднер — американський психолог, автор теорії множинного інтелекту,(1983г.) висунув ідею про існування восьми різних видів інтелекту, які є у кожної людини і знаходяться на різних рівнях розвитку. 
На думку автора, критеріям інтелекту відповідає лінгвістичний, музичний, логікоматематичний, просторовий, тілесно-кінестетичний, внутрішньоособовий і міжособовий інтелекти. 
Аналізуючи, зокрема, тілесно-кинестетічеський інтелект, Г.Гарднер,  відзначав: «Варто звернути увагу, що останнім часом психологи виявили тісний зв'язок між володінням тілом і здатністю задіювати когнітивні механізми. Тепер все більше вчених схиляються до думки, що необхідно вивчати як когнітивні аспекти, так і нейропсихологичніе підґрунтя  тілесних навичок. Разом з тим все частіше проводяться аналогії між процесом мислення і «споконвічно» тілесними навичками».
Інтелект тіла, тілесний інтелект як наукове поняття пропонується багатьма сучасними дослідниками.  
У 2009 році Алехандо Ллерас [Архівовано 27 лютого 2020 у Wayback Machine.], доктор філософії  в галузі психології в університеті штату Ілінойс, і Лора Томас, доктор філософії в галузі психології в університеті Вандербільта, доводять, що рух тіла впливає на глибокі думки і здатність вирішувати складні проблеми. Дослідження Ллерас і Томас демонструють, що тіло  головним чином є частиною нашого розуму.
Професор Флорін Ванса (Румунія) визначає  тілесний інтелект  як здатність організму пристосовуватися до нових викликів внутрішнього і зовнішнього середовища шляхом сприйняття і усвідомлення сигналів тіла та за допомогою конкретних способів реагування. Автор розробляє і  апробовує методику  тестування тілесного інтелекту.  
Джим Гевін, доктор філософських наук, професор прикладних гуманітарних наук в Університеті Конкордія вважає, що інтелект тіла має три головиних складових:  як ви усвідомлюєте  власне тіло, якими знаннями про тіло ви володієте  та що ви насправді робите для свого тіла. (“Body intelligence: a guide to self-attunement”). 
Розмарі Андерсон з Sofia University (USA) також пропонує власну шкалу для вимірювання тілесного інтелекту  у своєму дослідженні «Body Intelligence Scale: Defining and Measuring the Intelligence of the Body». 

Стів Сісголд (США), автор книги «Інтелект усього тіла», говорить про важливість тілесного інтелекту в комунікації і управлінні,  що тілесний інтелект  може суттєво вплинути на успіх у бізнесі.
На думку  української дослідниці тілесного інтелекту психолога О. Сілютіної, «багатовекторність визначень суті інтелекту, що існують в науці, когнітивно орієнтованих психологічних теорій, спрямованих на дослідження  інтелекту, дозволяє виділити  тілесний інтелект, як окрему категорію. Тілесний інтелект у взаємозв'язку з соціальним і емоційним інтелектами   характеризують  рівень розвитку особистості, тілесне, психічне і духовне здоров'я  людини, її ресурсні можливості і визначають  її поведінку в соціумі».

## Структурні складові тілесного інтелекту
До структурних складових тілесного інтелекту  дослідники відносять: сприйняття тіла; знання і усвідомлення тіла; розуміння тіла; ставлення до тіла; управління тілом.  
Тілесний інтелект дає можливість  визначити, наскільки людина може задіювати когнітивні механізми, щоб забезпечити собі більш гармонійне і ефективне перебування в тілі, щоб розвивати свої тілесні навички на користь своєї особистості.